# Puchar Ameryki Północnej w narciarstwie alpejskim 2019/2020
Sezon 2019/2020 Pucharu Ameryki Północnej w narciarstwie alpejskim rozpoczął się 19 listopada 2019 roku. Ta edycja Pucharu rozpoczęła się w Copper Mountain. Ostatnie zawody początkowo miały zostać rozegrane w dniach 17-24 marca 2020 roku w kanadyjskiej Panoramie, lecz zostały odwołane. Finałowe zmagania odbyły się 14 lutego tegoż samego roku w National Winter Activity Center. Zorganizowano 23 starty dla kobiet i 24 dla mężczyzn.

## Puchar Ameryki Północnej w narciarstwie alpejskim kobiet
Wśród kobiet pucharu Ameryki Północnej z sezonu 2018/2019 broniła Amerykanka Nina O’Brien. Tym razem zwyciężyła jej rodaczka, Keely Cashman.
W poszczególnych klasyfikacjach tryumfowały:
- zjazd:  Keely Cashman
- slalom:  Lila Lapanja
- gigant:  Adriana Jelinkova
- supergigant:  Isabella Wright
- superkombinacja:  Storm Klomhaus

## Puchar Ameryki Północnej w narciarstwie alpejskim mężczyzn
Wśród mężczyzn pucharu Ameryki Północnej z sezonu 2018/2019 bronił Amerykanin Kyle Negomir. Tym razem zwyciężył jego rodak, Bridger Gile.
W poszczególnych klasyfikacjach tryumfowali:
- zjazd:  Jeffrey Read/ Cameron Alexander
- slalom:  Benjamin Ritchie
- gigant:  Bridger Gile
- supergigant:  Kyle Negomir
- superkombinacja:  Bridger Gile